# Řády, vyznamenání a medaile Kapverd
Státní vyznamenání Kapverd zahrnují následující řády a medaile:

## Řády
- Řád Amílcara Cabrala (Ordem Amílcar Cabral) byl založen dne 15. srpna 1987. Udílen je občanům Kapverd i cizincům za zvláštní zásluhy v boji za národní nezávislost, za ochranu suverenity a územní celistvosti kapverdských ostrovů a za boj proti všem formám útlaku.[1]
- Řád dračích stromů (Ordem do Dragoeiro) byl založen dne 15. srpna 1987. Udílen je občanům Kapverd i cizincům za zásluhy v ekonomické, kulturní, vědecké a technologické oblasti.[2]

## Medaile
- Medaile za vojenské zásluhy Jaimeho Moty byla založena zákonem č. 21/III/87 ze dne 3. června 1987. Udílena je vojákům, záložákům a členům lidové milice.[3]
- Medaile vulkánu byla založena zákonem č. 22/III/87 ze dne 3. června 1987. Udílena je za vědecké a technické úspěchy, úspěchy v oblasti kultury a za odvahu při záchraně lidského života.[4]
- Medaile za zásluhy byla založena zákonem č. 20/III/87 ze dne 3. června 1987. Udílena je za rozvoj odborných dovedností a významných přínos k rozvoji výroby, stejně jako za rozvoj mezinárodní spolupráce.[5]
- Medaile za vynikající službu je udílena za veřejnou službu.[6]
- Medaile Hvězda cti ozbrojených sil Kapverd byla založena zákonem č. 66/2005 ze dne 24. října 2005. Udílena je vojákům za statečnost.[7]
- Medaile vojenské ctnosti byla založena zákonem č. 66/2005 ze dne 24. října 2005. Udílena je za obětavost při plnění služebních povinností.[8]
- Medaile za relevantní služby byla založena zákonem č. 66/2005 ze dne 24. října 2005. Udílena je vojenskému personálu za věrnou službu.[9]
- Medaile za bezvadné chování byla založena zákonem č. 66/2005 ze dne 24. října 2005. Udílena je za deset let bezvadné služby.[10]
- Medaile pro dobrovolníky kapverdských ozbrojených sil byla založena zákonem č. 66/2005 ze dne 24. října 2005. Udílena je dobrovolníkům za jejich úspěchy v rozvoji ozbrojených sil.[11]